# Diacetylperoxid
Diacetylperoxid ist eine chemische Verbindung aus der Gruppe der organischen Peroxide.

## Gewinnung und Darstellung
Diacetylperoxid kann durch Reaktion von Natriumperoxid oder Wasserstoffperoxid mit Essigsäureanhydrid in einem Ester wie Dimethylphthalat gewonnen werden.

## Eigenschaften
Diacetylperoxid ist ein kristalliner explosiver farbloser Feststoff mit stechendem Geruch, der schwer löslich in Wasser ist. Wegen Detonationsgefahr wird der reine Stoff selten verwendet. Handelsüblich ist eine 25%ige Lösung in Dimethylphthalat. Bei Flüssigkeitstemperaturen unter −8 Grad bilden sich sehr stoß- und reibungsempfindliche Kristalle. Bei der Zersetzung der Verbindung durch Licht oder Wärme entsteht Methylacetat.

## Verwendung
Diacetylperoxid wird als Polymerisationsstarter und für organische Synthesen verwendet.